# Parachute balistique

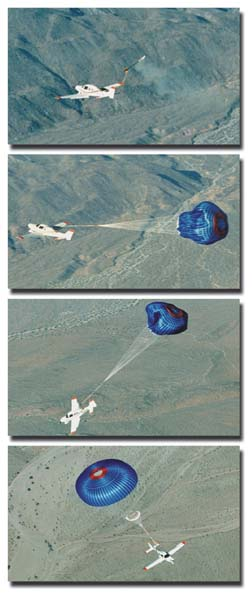
Série de photos montrant un parachute balistique (Cirrus) en déploiement

Un parachute balistique est un parachute éjecté de son boîtier par une petite explosion ou une fusée. L'avantage du parachute balistique, c'est qu'il éjecte le parachute très rapidement, ce qui le rend idéal sur les avions légers, les deltaplanes, les drones et les ULM, où une situation d'urgence peut se produire à proximité du sol. Dans une telle situation, un parachute classique ne s'ouvrirait pas assez vite.